# Opéra Le Peletier
Opéra Le Peletier, také Salle Le Peletier byla neoklasicistní  budova opery v Paříži v  9. obvodu, stojící na nároží ulic Rue Le Peletier a Rue La Provence, na jih spojená pasáží s  bulvárem  des Italiens. 

## Historie
Když byl roku 1820 ve vchodu staré operní budovy v ulici Rue de Richelieu zavražděn princ Karel Ferdinand Bourbonský, nařídil král Ludvík XVIII. její zboření a Paříž zůstala rok bez opery. Nová budova byla postavena roku 1821  podle projektu architekta Francoise Debreta, za spolupráce architektů Grillona a Alexandra Du Boise a pojmenována na počest pařížského starosty Peletiera. Její oficiální název, vyrytý na fasádě, v letech 1823-1848 zněl  Královská hudební akademie (Académie royale de musique),  v letech 1848-1851 a 1871-1873 Národní hudební akademie (Académie nationale de musique). 

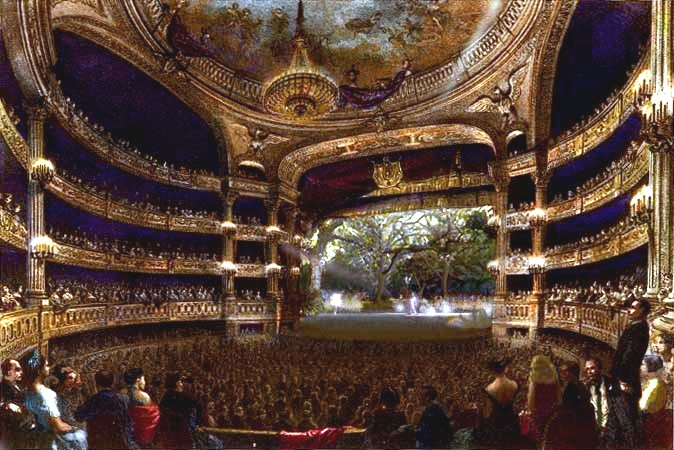
Velký sál

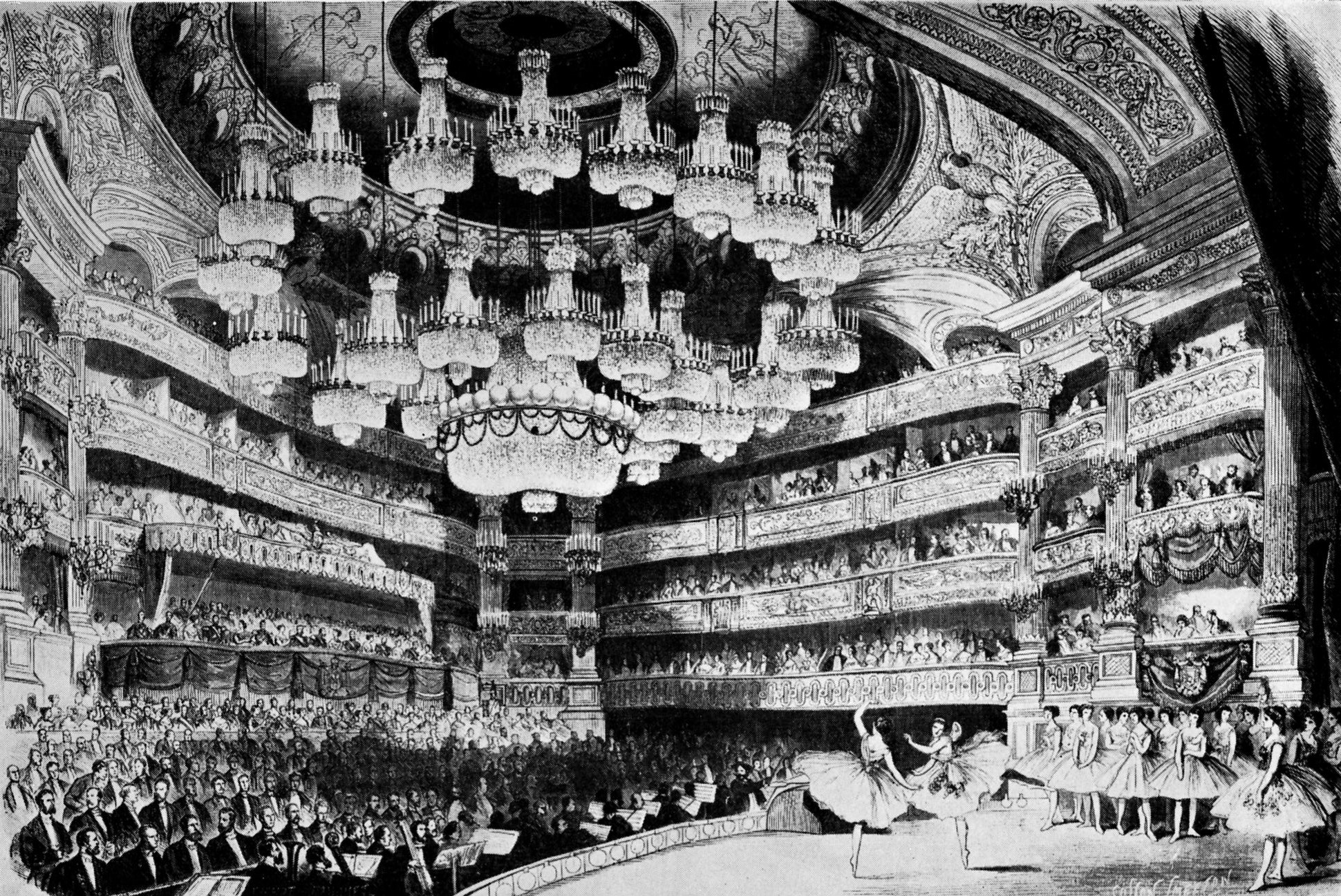
Soustava lustrů při návštěvě cara Alexandra II. roku 1867

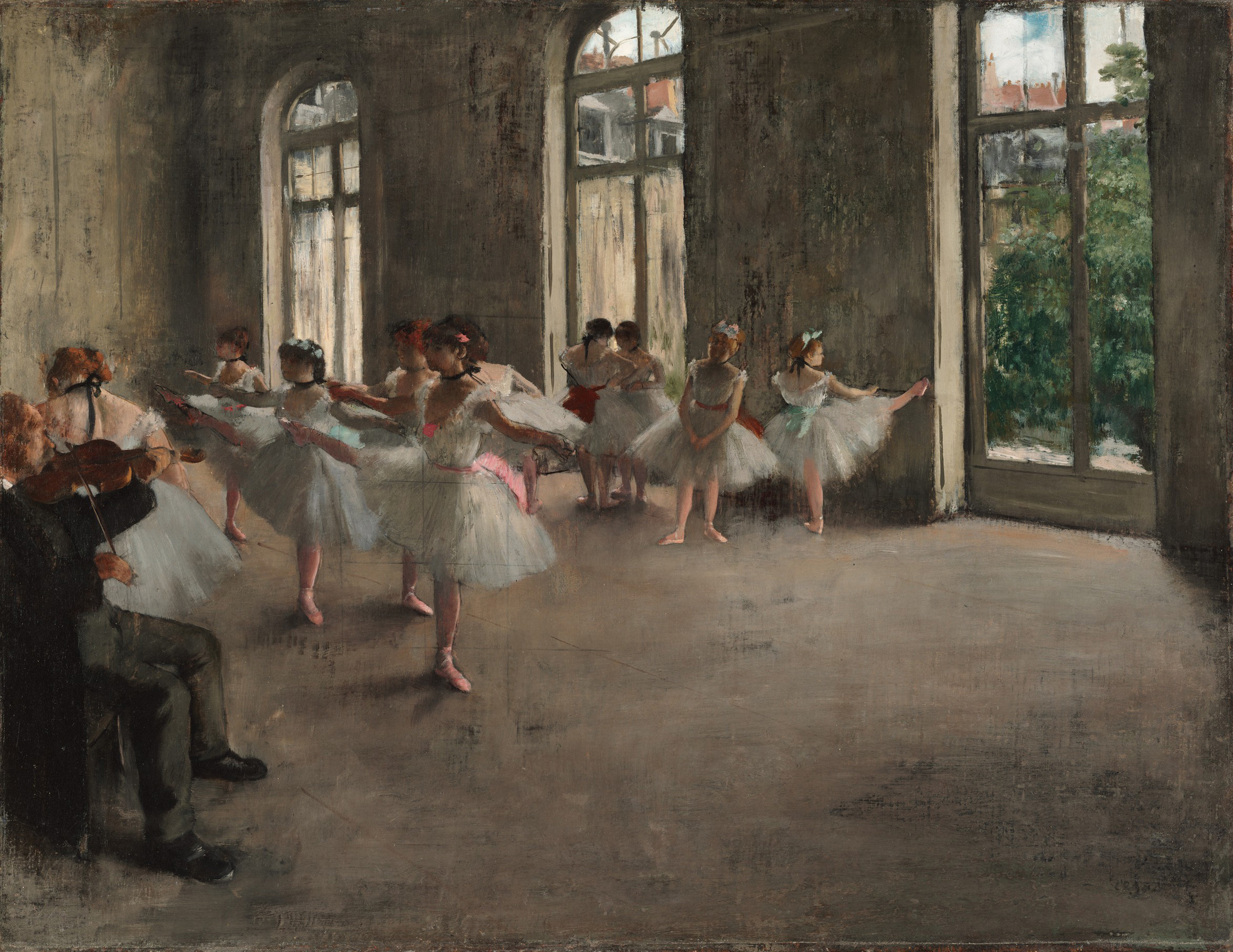
Taneční sál na obraze Edgara Degase, 1872

Divadlo bylo otevřeno  16. srpna 1821 operou Les Bajadères Charlese Simona Catela. Dále se zde uskutečnily dvě desítky premiér slavných oper a baletů, například Hugenoti a další tři opery Giacoma Meyerbeera. Roku 1822 bylo při představení opery Aladin aneb Kouzelná lampa poprvé použito plynové osvětlení.
V lednu roku 1858 byl při návštěvě císaře Napoleona III. a císařovny Eugénie před vchodem do opery spáchán pokus o atentát, nastražené bomby zabily několik návštěvníků. Roku 1858 se během představení  Belliniho opery Norma v salónku brunšvického vévody uskutečnilo slavné šachové utkání mezi americkým velmistrem Paulem Morphym a dvěma francouzskými aristokraty, vévodou z Brunšviku a hrabětem Isouardem de Vauvenargues. Roku 1867 se konalo představení baletu Giselle na počest návštěvy ruského cara Alexandra II.
V letech 1870-1873 zde byl zaměstnán malíř Edgar Degas, maloval především tanečnice, ale také orchestr a portrétoval některé hudebníky.
V noci z 28. na 29. října roku 1873 se vzňala divadelní dekorace od plynového osvětlení a celou budovu zničil 27 hodin trvající požár. Následně byla zbořena a v roce 1875 nahrazena novostavbou, třikrát větší budovou pařížské národní opery, palácem od architekta Garniera, v němž sídlí do současnosti.

## Architektura
Budova na obdélném půdorysu byla třípodlažní, s předsunutým parterem a na jeho střeše galerií s kuželkovou balustrádou. Měla devítiosé průčelí rytmizované osmi sloupy se sochami osmi múz na atice. Vnějškem na ni upomíná pražské Karlínské divadlo.
Velký sál prostupoval oběma patry, na čtvercovém půdorysu měl podkovovité hlediště s parterem, vyvýšenými lóžemi, dvěma balkóny a galerii. Šest prominentních lóži bylo vloženo po stranách portálu. Kapacita byla 800 diváků včetně stojících. 
Klenba sálu s iluzivní malbou měla uprostřed zavěšený obrovský křišťálový lustr zvonovitého tvaru, visel na lanech a spouštěl se pomocí kladek. Při slavnostních příležitostech byly kolem něj zavěšeny ještě tři desítky menších lustrů.  